# Notação matemática

O símbolo de infinito em vários estilos de caracteres.

Notação matemática é uma linguagem cuja grafia e semântica se utiliza dos símbolos matemáticos e da lógica matemática, respectivamente.
É com base nessa notação que são construídas as sentenças matemáticas.

## Descrição
Toda informação escrita nessa linguagem pode ser lida e entendida por falantes de qualquer idioma, desde que conheçam as regras dessa notação. Embora seja independente de qualquer outra língua conhecida, pode ser traduzida para expressões orais ou escritas de qualquer uma delas.
A notação matemática tende a ser padronizada e é usada no mundo todo. Porém, como qualquer linguagem teve sua evolução, tanto na adoção dos algarismos indo-arábicos como na forma de expressar cálculos, adoção do zero e tantas outra evoluções, exemplo disso é o r estilizado que significa raiz e era grafado radix, ou uma expressão simples como {\displaystyle 2+2=4} era grafada 2 plus 2 equalis 4.
Perde-se um pouco da pretensa padronização na utilização de ponto ou vírgula para separação da mantissa. No Brasil, por exemplo, utiliza-se vírgula, nos países de língua inglesa o ponto, entre outros variações.
Em campos distintos da matemática os mesmos símbolos tem significados diferentes, como o ponto, que pode significar multiplicação e, em lógica, pode significar o operador "E".

## Notação moderna

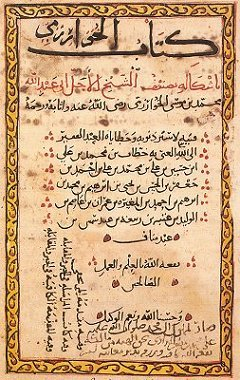
A página de Álgebra de al-Khwārizmī.

A criação e padronização de notação matemática dos séculos XVIII e XIX usado hoje é devido a esses nomes e outros que aqui não foram citados. Euler foi responsável por muitas das notações em uso hoje: o uso de {\displaystyle a,~b,~c} para constantes e {\displaystyle x,~y,~z} para desconhecidos, {\displaystyle e} para a base do logaritmo natural, sigma ({\displaystyle \sum }Σ) para Somatório, {\displaystyle i} para unidade imaginária, e {\displaystyle f(x)} para notação de função. Ele também popularizou o uso de {\displaystyle \pi } para constante de Archimedes (devido a William Jones proposta para a utilização do {\displaystyle \pi } desta maneira baseado na notação anterior de William Oughtred). Muitos campos da matemática trazem a marca de seus criadores para a notação: o operador diferencial é atribuído a Leibniz, através de Georg Cantor ousou estabelecer a cardinalidade como um instrumento para comparar conjuntos finitos (em soma ao símbolo do lemniscata  ({\displaystyle \infty }) de John Wallis), o símbolo congruência ({\displaystyle \equiv }) de Gauss, e assim por diante.

## Notações especiais
- Notação assintótica
- Notação Bra-ket
- Notação de seta encadeada de Conway
- Notação de Einstein
- Notação infixa
- Colchetes de Iverson
- Notação de Knuth
- Índice múltiplo
- Notação polonesa
- Notação posicional
- Notação polonesa inversa
- Notação de Voigt
- Notação científica
- Notação de Cálculo matricial